# Präriens drottning
"Präriens drottning" är en singel med musik ur musikalen Kristina från Duvemåla.

## Låtlista
1. "Präriens drottning"
2. "Kamfer & lavendel"